# Nerocila aculeata
Nerocila aculeata är en kräftdjursart som beskrevs av Milne Edwards 1840. Nerocila aculeata ingår i släktet Nerocila och familjen Cymothoidae. Inga underarter finns listade i Catalogue of Life.